# Cortodera holosericea
Коротунка оксамитова (лат. Cortodera holosericea (Fabricius, 1801)) — вид жуків з родини Скрипунових.

## Поширення
В Україні Коротунка оксамитова спорадично поширена у лісостеповій зоні.